# تحليل جريمة قتل (فلم)
تحليل جريمة قتل (بالإنجليزية: Anatomy of a Murder) هو فيلم جريمة تم إنتاجه في الولايات المتحدة وصدر في سنة 1959. الفيلم من إخراج أوتو بريمنغر.

## بطولة
- جيمس ستيوارت
- جورج سي سكوت

## الميزانية والإيرادات
حقق أرباحا تقدر بـ 11,000,000 دولار.

### ترشيحات وجوائز
| السنة | الحدث  | الفئة     | النتيجة |
| ----- | ------ | --------- | ------- |
|       | أوسكار | أفضل فيلم | ترشـيـح |

## وصلات خارجية
- مقالات تستعمل روابط فنية بلا صلة مع ويكي بيانات

1. ↑  "معلومات عن تحليل جريمة قتل (فيلم) على موقع imdb.com". imdb.com. مؤرشف من الأصل في 2019-10-14.
2. ↑  "معلومات عن تحليل جريمة قتل (فيلم) على موقع moviemeter.nl". moviemeter.nl. مؤرشف من الأصل في 2016-07-07.
3. ↑  "معلومات عن تحليل جريمة قتل (فيلم) على موقع cinema.encyclopedie.films.bifi.fr". cinema.encyclopedie.films.bifi.fr. مؤرشف من الأصل في 2016-03-05.